# Cécile est morte (téléfilm)
Pour plus de détails, voir Fiche technique et Distribution.
Cécile est morte est un téléfilm français réalisé par Claude Barma, qui inaugure la série Les Enquêtes du commissaire Maigret, d'après le roman homonyme de Georges Simenon. Il a été adapté par Jacques Rémy et Claude Barma. La première diffusion date du 14 octobre 1967; l'épisode, d'une durée de 80 minutes, est en noir et blanc.

## Synopsis
Cécile Pardon est venue faire part au commissaire Maigret d'étranges visites nocturnes qui auraient lieu dans l'appartement qu'elle habite avec sa tante une femme riche et âgée Juliette Boynet. Malgré la mise sous surveillance de la maison, la jeune fille de continuer ses visites au commissaire. Un matin, contrairement à ses habitudes, Cécile n'attend pas que Maigret la reçoive, alors qu'elle lui a laissé un message pressant. Le policier se rend à l'appartement, et découvre la tante étranglée. Lorsqu'il retourne au Quai des Orfèvres, il apprend qu'on a retrouvé le corps de Cécile, étranglée elle aussi, dans le placard du couloir qui mène de la PJ au Palais de Justice,.

## Fiche technique
- Titre : Cécile est morte
- Réalisation : Claude Barma
- Adaptation : Claude Barma et Jacques Rémy
- Dialogues : Jacques Rémy
- Musique : Raymond Bernard
- Directeur de la photographie : Roger Arrignon
- Ingénieur de la vision : Pierre Pourcheron
- Cadreurs vidéo : Jean-Pierre Bouton, Didier Minier, Michel Thibault, Pierre Silvé
- Cadreur film : Michel Arburger
- Ingénieur du son vidéo : Pierre Terrier
- Ingénieur du son film : Charles Rabeuf
- Décors : Maurice Valay
- Ensemblier : Daniel Pierre
- Montage : Andrée Lemaire
- Mixage : Daniel Léonard
- Bruitage : Daniel Couteau
- Chef de production : Jean Remaud
- Script-girl : Marie Darricades
- Assistants réalisateur : Stéphane Bertin, Philippe Arnal

## Distribution
- Jean Richard : le commissaire Maigret
- Maurice Garrel : Charles Danrimont
- Yvonne Galli : Juliette Boynet
- Gérard Berner : Gérard Marchand
- Nicole Pescheux : Berthe Marchand
- Maud Rayer : Cécile Marchand
- André Fouché : Étienne Montfils
- François Valorbe : un cousin Boynet à l’enterrement
- Jacques Thomas : un cousin Machepied à l’enterrement
- Jean Lanier : le directeur de la P.J.
- Jean Michaud : le Juge Corneliau
- François Cadet : l'inspecteur Lucas
- Maurice Coussonneau : l'inspecteur Jourdan
- Maurice Gautier : l'inspecteur Thorens
- Christian Rémy : l'inspecteur Janvier
- Robert Burnier : le commissaire de la Brigade financière
- Fred Personne : le commissaire Cassieux
- André Dumas : un commissaire de l’Identité judiciaire
- Jacques Galland : le commissaire Garnis
- Raymond Jourdan :  un commissaire à la délégation judiciaire
- René Fleur : l’huissier Léopold de la P.J.
- Dagmar Deisen : Nouchy
- Martine Ferrière : la concierge de Gennevilliers
- Bernard Charlan : Maître Leloup
- Roger Rudel : Maître Blanchart
- Gabriel Gascon : un truand
- Jean-Jacques Rémy : un truand
- Pierre Peloux : le Marlou
- Benoîte Lab : Mélanie
- Jean-Jacques Daubin : Désiré, le patron du bistrot
- Jack Starling : le curé
- Jean Desailly : le narrateur
- Gaston Meunier : un inspecteur à la P.J. (non crédité)
- Roland Malet : un inspecteur à la P.J. (non crédité)
- Raymond Pierson : un homme au cinéma (non crédité)

## Autour du téléfilm
Jean Richard est reçu par l'auteur des romans sur les enquêtes de Maigret, Georges Simenon, qui lui donne quelques conseil pour ce premier film de cette longue série qui consacrera l'acteur français dans ce rôle.
Au milieu du téléfilm, le commissaire Maigret se rend au cinéma pour se détendre. Il découvre un western, dont on voit un extrait à l’écran. Il s’agit de Histoires du siècle dernier (Stories of the Century) qui est une série-western américaine, réalisée par William Witney entre 1954 et 1956. Les acteurs que l’on voit dans l’extrait sont Jim Davis et Mary Castle.

## lien externe
- Ressource relative à l'audiovisuel :   - IMDb